# Céllus
Céllus (pseudônimo de Jorge Marcelo Monteiro de Souza; (Belém) é um cartunista, chargista, ilustrador e editor brasileiro. Reside em São Paulo e aos 13 anos de idade iniciou a carreira publicando quadrinhos no "Diário da Tarde".

## Carreira
Em 1983, em Belo Horizonte, passou a publicar quadrinhos no Diário da Tarde, convidado por Renato Aroeira.
Em 1986, passou a morar em São Paulo.
Em 1996, passou a morar em Belo Horizonde.
Em 2000, de volta a São Paulo, passou a colaborar com os jornais O Estado de S. Paulo, Folha de S.Paulo, Estado de Minas, Diário do Comércio, Gazeta Esportiva, O Pasquim e revistas como Exame, Veja, Superinteressante, Nova Escola, Galileu, Globo Rural, dentre outros.
Foi um dos vencedores do concurso Folha de Ilustração, na categoria cartum.